# Bord' Africa
Pour plus de détails, voir Fiche technique et Distribution.
Bord’ Africa est un  documentaire français réalisé par Mahamat Saleh Haroun, sorti en 1995.

## Synopsis
À travers le portrait du chanteur emblématique Souleymane Sarr, leader du groupe de reggae Niominka Bi, Mahamat Saleh Haroun raconte le quotidien des musiciens africains immigrés à Bordeaux. Le cinéaste connait bien la ville dans laquelle il a étudié le journaliste. Bord’ Africa raconte les liens intimes que l'histoire a tissés entre Bordeaux et l'Afrique et les problèmes bien réels que les musiciens noirs immigrés rencontrent.

## Fiche technique
- Titre original : Bord’ Africa
- Réalisation : Mahamat Saleh Haroun
- Scénario :
- Photographie :
- Distribution: Mar Fall
- Société de production :
- Genre : documentaire
- Durée : 52 minutes
- Dates de sortie : 1995